# Cabera pellagraria
Cabera pellagraria là một loài bướm đêm trong họ Geometridae.